# Lourdesgrotte

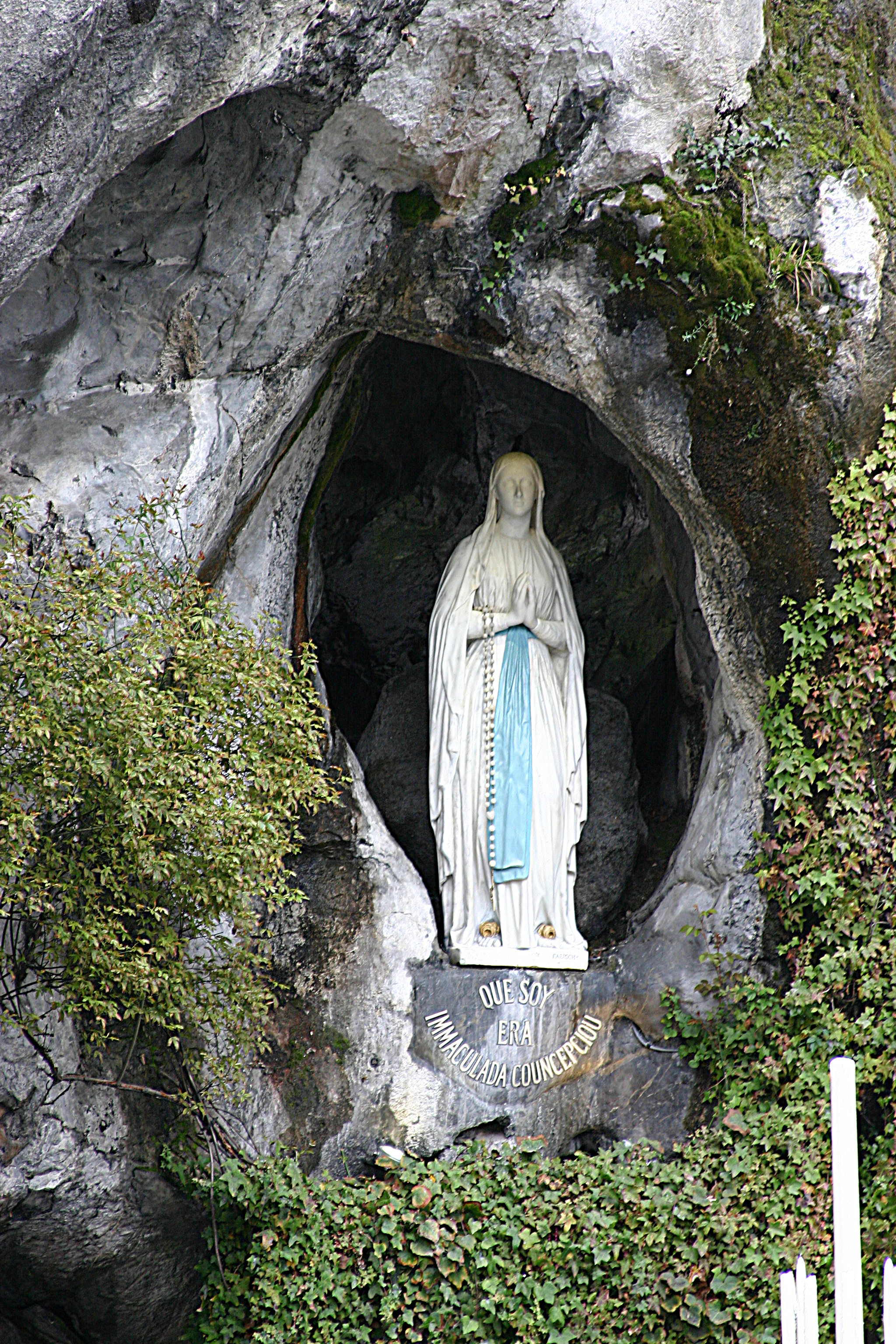
Die Statue Unserer Lieben Frau von Lourdes in der Grotte von Massabielle bei Lourdes

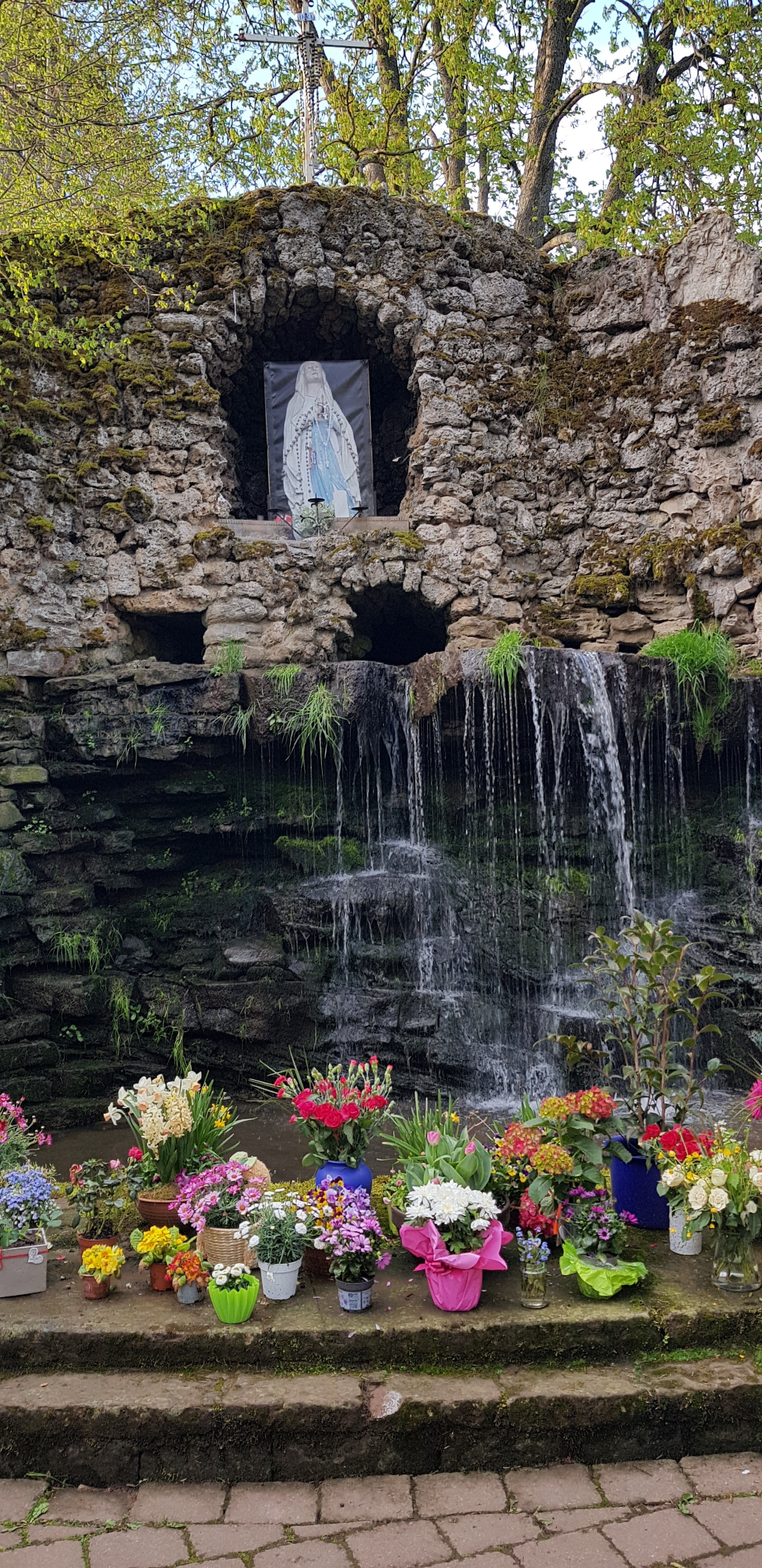
Lourdesgrotte bei Kappel / Niedereschach in Baden-Württemberg

Als Lourdesgrotte (IPA: [ˈlʊʁdˌɡʁɔtə], ⓘ) werden Mariengrotten bezeichnet, die Nachbildungen der Grotte von Massabielle bei Lourdes in Südfrankreich und Unserer Lieben Frau von Lourdes darstellen. In dieser Grotte sah 1858 die heilige Bernadette nach eigenen Angaben die Mutter Gottes. An der Stelle der Marienerscheinungen ziert eine Madonnenfigur die Grotte, deren Original Joseph-Hugues Fabisch 1864 nach den Angaben Bernadettes für Massabielle schuf.

## Geschichte
Besonders gegen Ende des 19. Jahrhunderts und Anfang des 20. Jahrhunderts wurden solche Lourdesgrotten teils innerhalb von römisch-katholischen Kirchen, teils im Freien auf Kirchhöfen oder als Flurdenkmal an einer Wegkreuzung, am Feldrand oder im Wald errichtet. Manche Grotten befinden sich in Kirchen und Kapellen mit dem Patrozinium Unserer Frau von Lourdes oder gehören zu einem ihr geweihten Seitenaltar in einer Kirche. Allein in Deutschland sind rund 200 Lourdesgrotten bekannt. Kleinere, von Privatpersonen (vielfach in Eigenleistung) errichtete Lourdesgrotten entstanden häufig aufgrund privater Gelübde, oft in Verbindung mit einer Wallfahrt nach Lourdes oder als Dank für eine Heilung von Krankheiten, die unbeschadete Heimkehr aus dem Krieg oder Rettung aus Gefahr. Auch in neuerer Zeit wurden kleinere Lourdes-Grotten geschaffen, so etwa seit 1995 im Hirschtal in Unterleinach. Lourdesgrotten sind häufig das Ziel örtlicher Wallfahrten.

## Liste bedeutender Lourdesgrotten

### Belgien
- Lourdesgrot in Teuven

### Deutschland

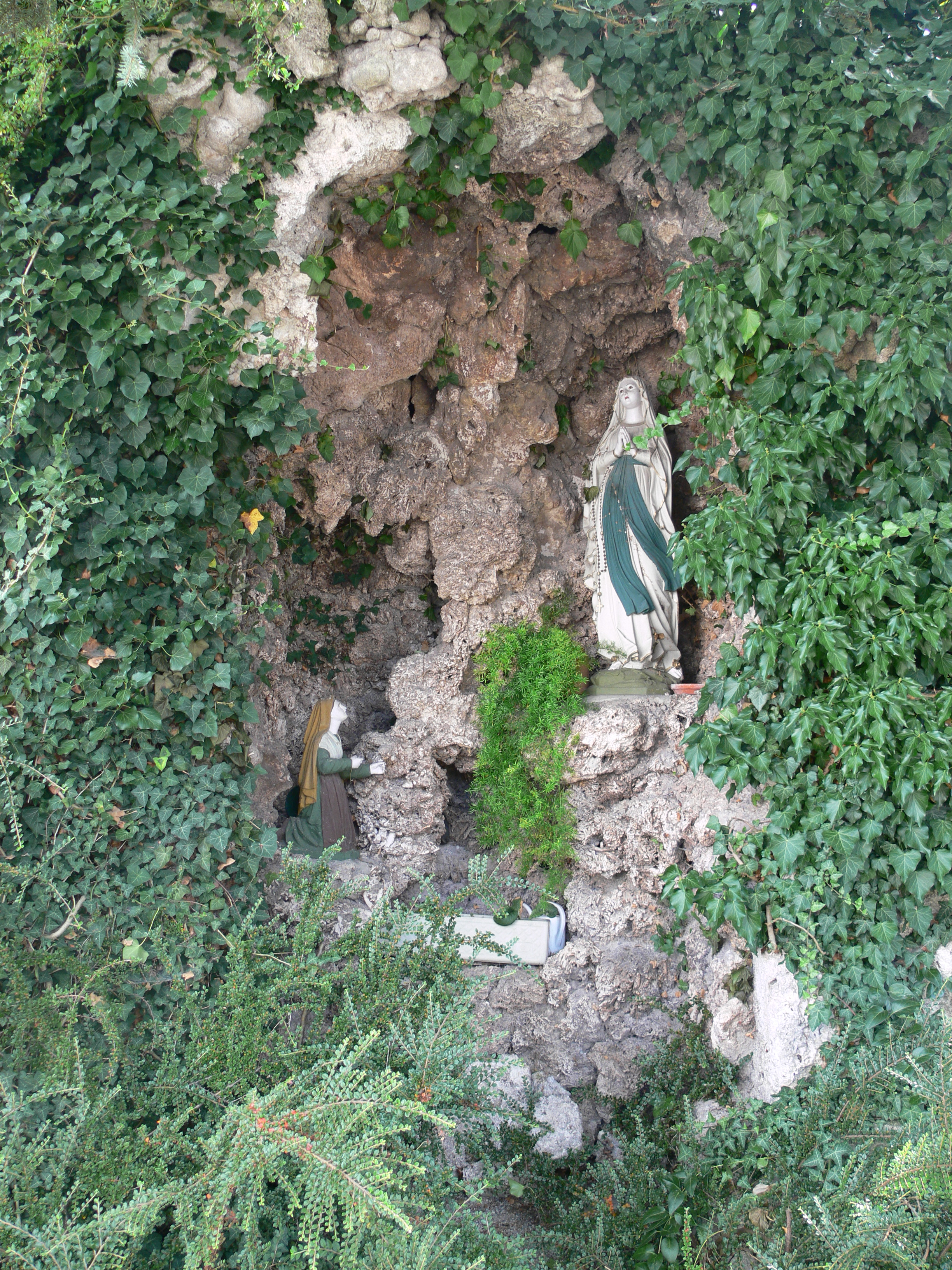
Lourdesgrotte auf dem Kirchhof der Pfarrkirche St. Walburga und Ottilie, Gornhofen bei Ravensburg

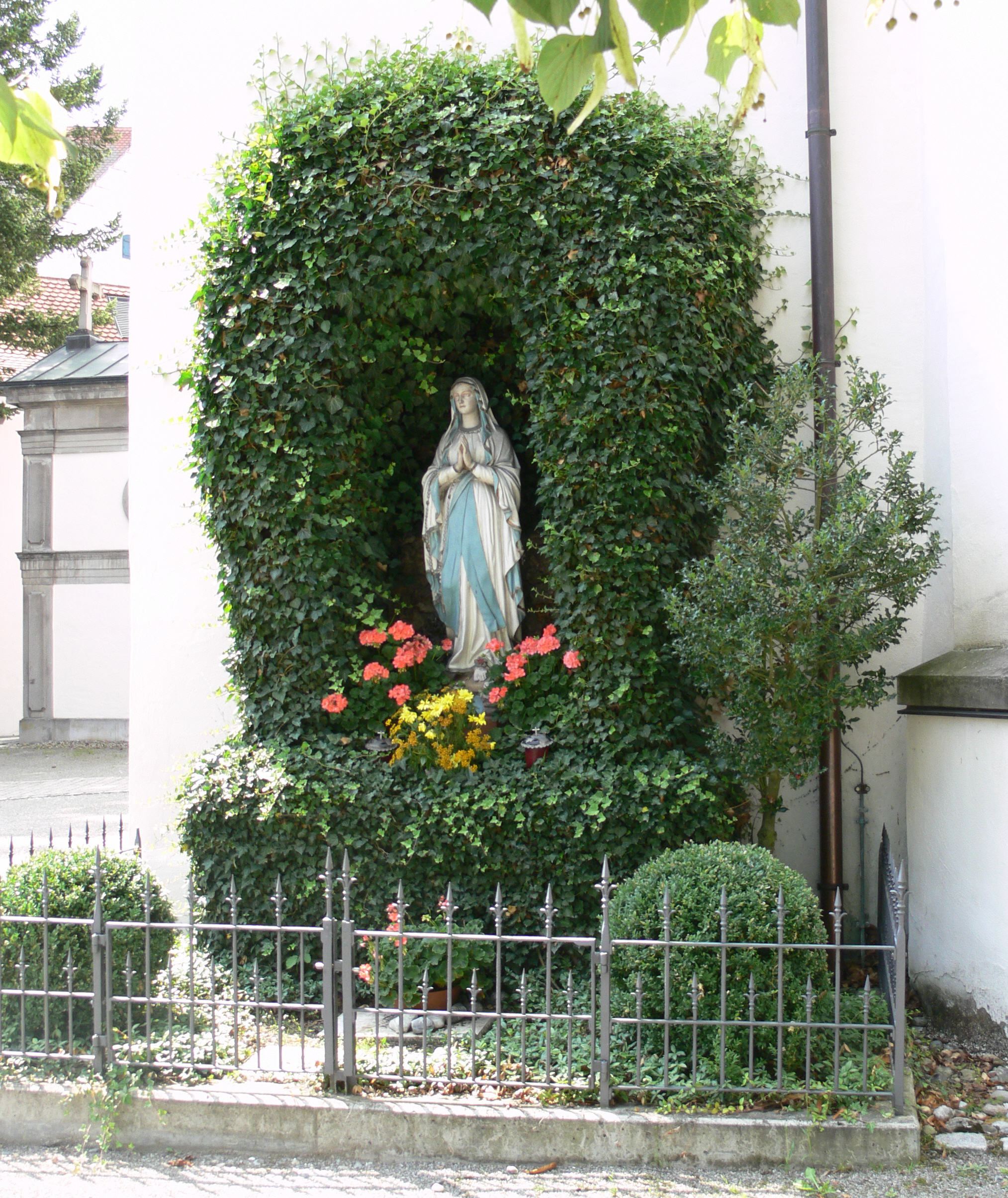
Lourdesgrotte in Aulendorf

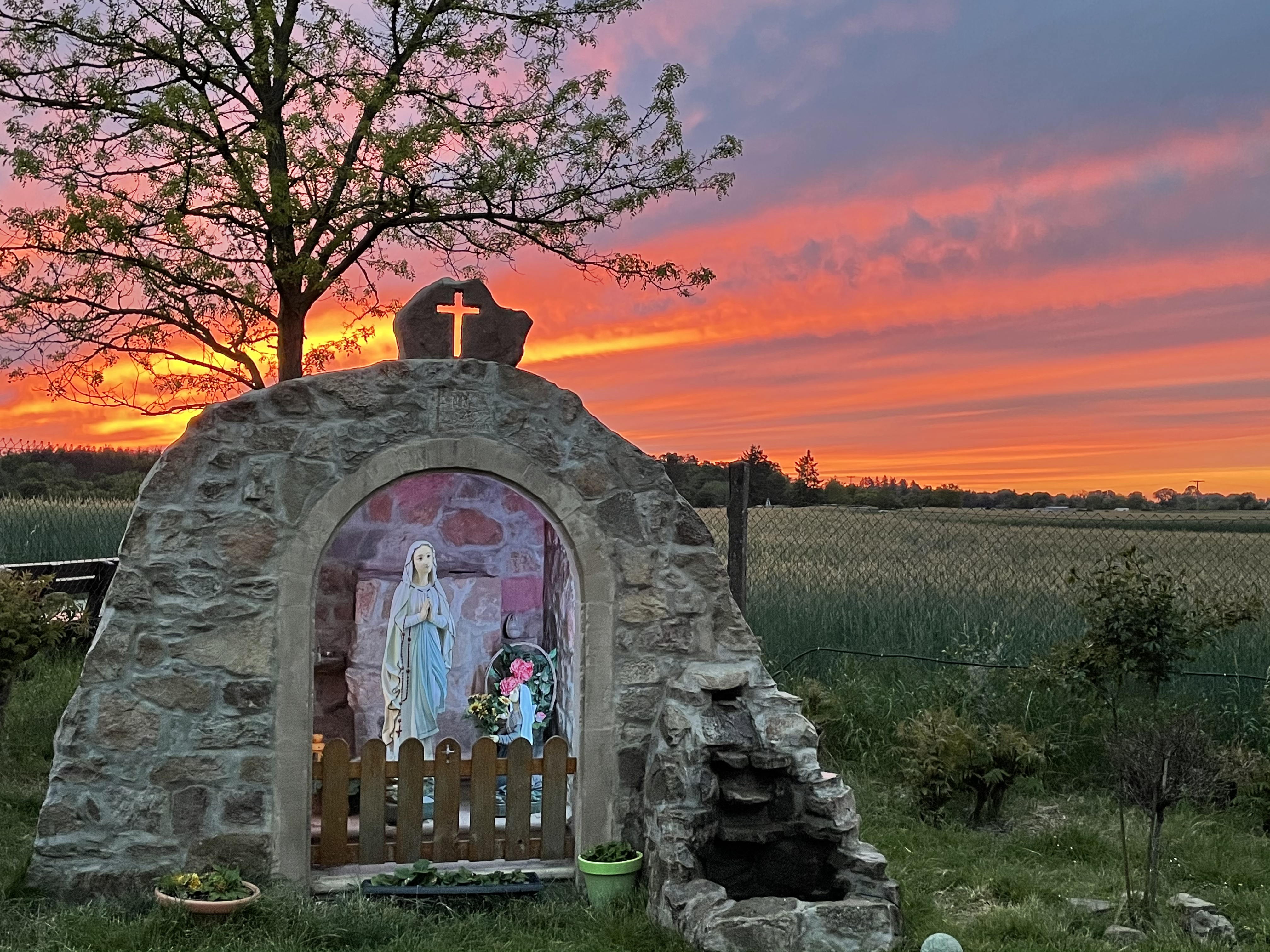
Lourdesgrotte in Kronau

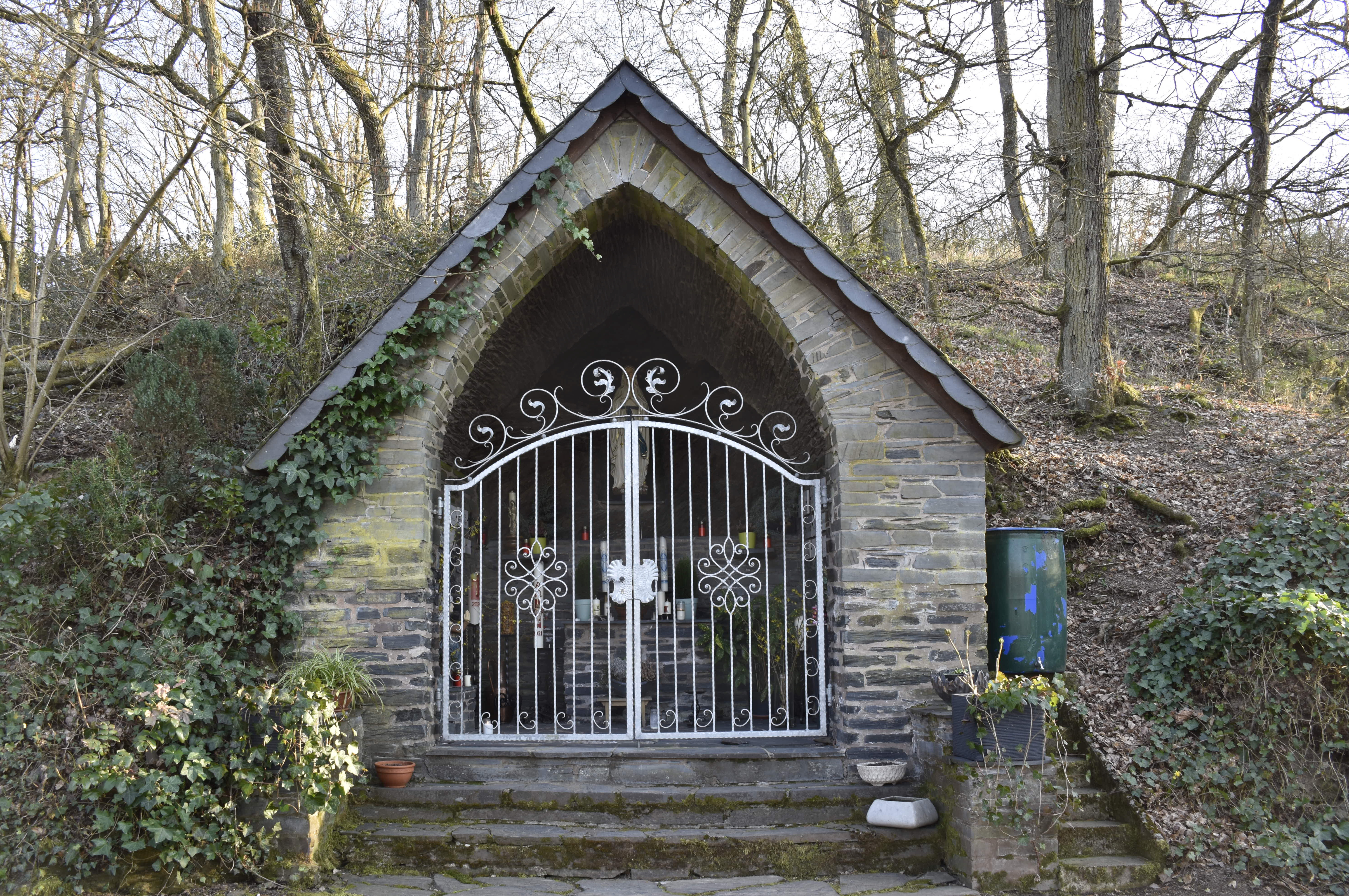
Lourdesgrotte in Ayl

#### Baden-Württemberg
- Lourdesgrotte in Auenwald, Ortsteil Ebersberg, Rems-Murr-Kreis
- Lourdesgrotte in Aulendorf
- Lourdesgrotte in Bühlertal[3] im Landkreis Rastatt
- Lourdesgrotte am Roßberg▼ bei Bühlerzell im Landkreis Schwäbisch Hall
- Mariengrotte bei Dittwar der Wallfahrt zum Kreuzhölzle im Main-Tauber-Kreis
- Lourdesgrotte in Erbach im Alb-Donau-Kreis
- Mariengrotte Freiburg-Littenweiler
- Mariengrotte in Geislingen im Zollernalbkreis
- Lourdesgrotte in Heiligenbronn (Waldachtal) im Landkreis Freudenstadt
- Lourdesgrotte bei Hohenberg▼ in der Gemeinde Rosenberg im Ostalbkreis
- Lourdesgrotte in Kappel im Schwarzwald-Baar-Kreis
- Lourdesgrotte in Kronau im Landkreis Karlsruhe
- Lourdesgrotte in Liptingen im Landkreis Tuttlingen
- Lourdesgrotte in Mochenwangen, Gemeinde Wolpertswende, im Landkreis Ravensburg
- Lourdesgrotte bei Neunheim, Stadt Ellwangen (Jagst), Ostalbkreis
- Lourdesgrotte in Nenzingen im Landkreis Konstanz
- Lourdesgrotte in Oberharmersbach im Ortenaukreis[4]
- Lourdesgrotte bei Schelklingen im Alb-Donau-Kreis
- Lourdesgrotte bei Stetten im Landkreis Tuttlingen
- Lourdesgrotte in Stimpfach im Landkreis Schwäbisch Hall[5]

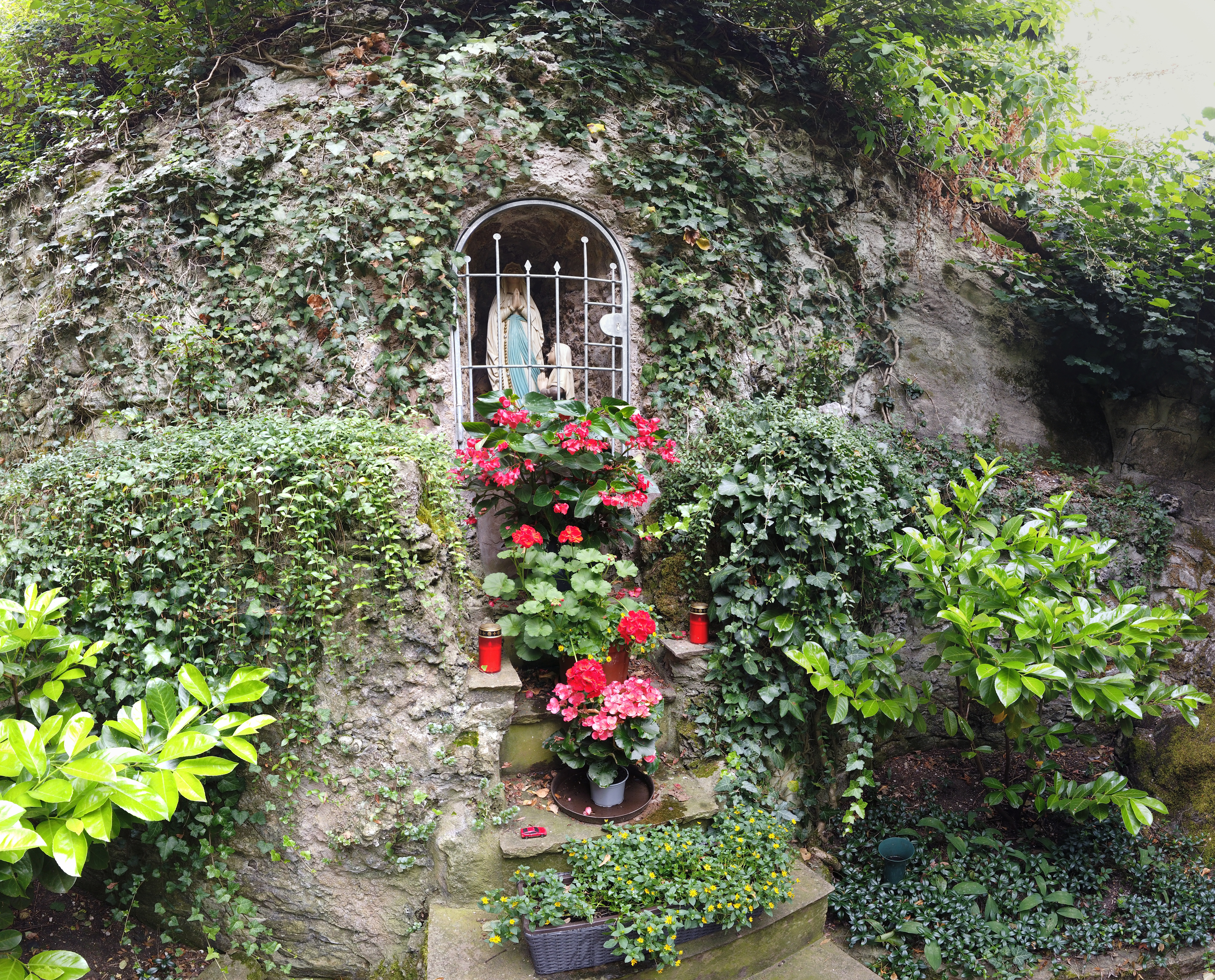
Lourdesgrotte in Auenwald, Ortsteil Ebersberg

- Lourdesgrotte in Auenwald, Ortsteil EbersbergLourdesgrotte der Wallfahrtskirche St. Barbara in Stuttgart-Hofen, Stadtteil von Stuttgart
- Lourdesgrotte in Tannheim im Landkreis Biberach
- Lourdesgrotte bei Brünnensweiler, Stadt Tettnang, im Bodenseekreis[6]
- Lourdesgrotte in Treffelhausen, Ortsteil von Böhmenkirch im Kreis Göppingen
- Lourdesgrotte in Zaisenhausen▼ im Hohenlohekreis

#### Bayern
- Lourdesgrotte in Aletshausen▼ im Landkreis Günzburg
- Lourdesgrotte in Diedorf im Landkreis Augsburg
- Lourdesgrotte am Lehnlachberg bei Dietfurt an der Altmühl im Landkreis Neumarkt in der Oberpfalz
- Große Mariengrotte bei Heigenbrücken▼ im Landkreis Aschaffenburg
- Lourdesgrotte in Glött im Landkreis Dillingen an der Donau[7]
- Lourdesgrotte im Bildstock in Golding, Gemeinde Gottfrieding
- Lourdesgrotte in Hohl im Landkreis Aschaffenburg
- Lourdesgrotte in Isen im oberbayerischen Landkreis Erding
- Lourdesgrotte in Kirchhaslach im Landkreis Unterallgäu
- Lourdesgrotte bei Niederrieden▼ im Landkreis Unterallgäu
- Mariengrotte in Osterzell▼ im Landkreis Ostallgäu
- Lourdesgrotte in Ottobeuren▼ im Landkreis Unterallgäu
- Lourdesgrotte bei Pielenhofen im Landkreis Regensburg
- Mariengrotte unterhalb der Burg Falkenstein in Pfronten im Landkreis Ostallgäu
- Lourdesgrotte bei Waldsassen▼ im Landkreis Tirschenreuth
- Lourdesgrotte in Pfaffenhofen an der Ilm
- Lourdesgrotte in Murnau am Staffelsee▼im Landkreis Garmisch-Partenkirchen
- Lourdeskapelle mit Grotte in Ramsau bei Haag im Landkreis Mühldorf am Inn
- Lourdesgrotte in Scheuring im Landkreis Landsberg am Lech
- Lourdesgrotte in Zusmarshausen im Landkreis Augsburg

#### Hessen
- Lourdesgrotte neben der Pfarrkirche in Unter-Hambach▼ im Landkreis Bergstraße

Landkreis Fulda
- Lourdesgrotte in Bad Salzschlirf
- Lourdesgrotte in Harmerz
- Mariengrotte in Hauswurz
- Mariengrotte in Giesel, Gemeinde Neuhof
- Mariengrotte in Kleinlüder, Gemeinde Großenlüder, Hessen
- Marien- und Lourdesgrotte in Poppenhausen (Wasserkuppe)[8]
- Lourdesgrotte in Rommerz, Gemeinde Neuhof
- Lourdesgrotte in Rückers, Gemeinde Flieden

Main-Kinzig-Kreis
- Mariengrotte in Horbach

#### Niedersachsen

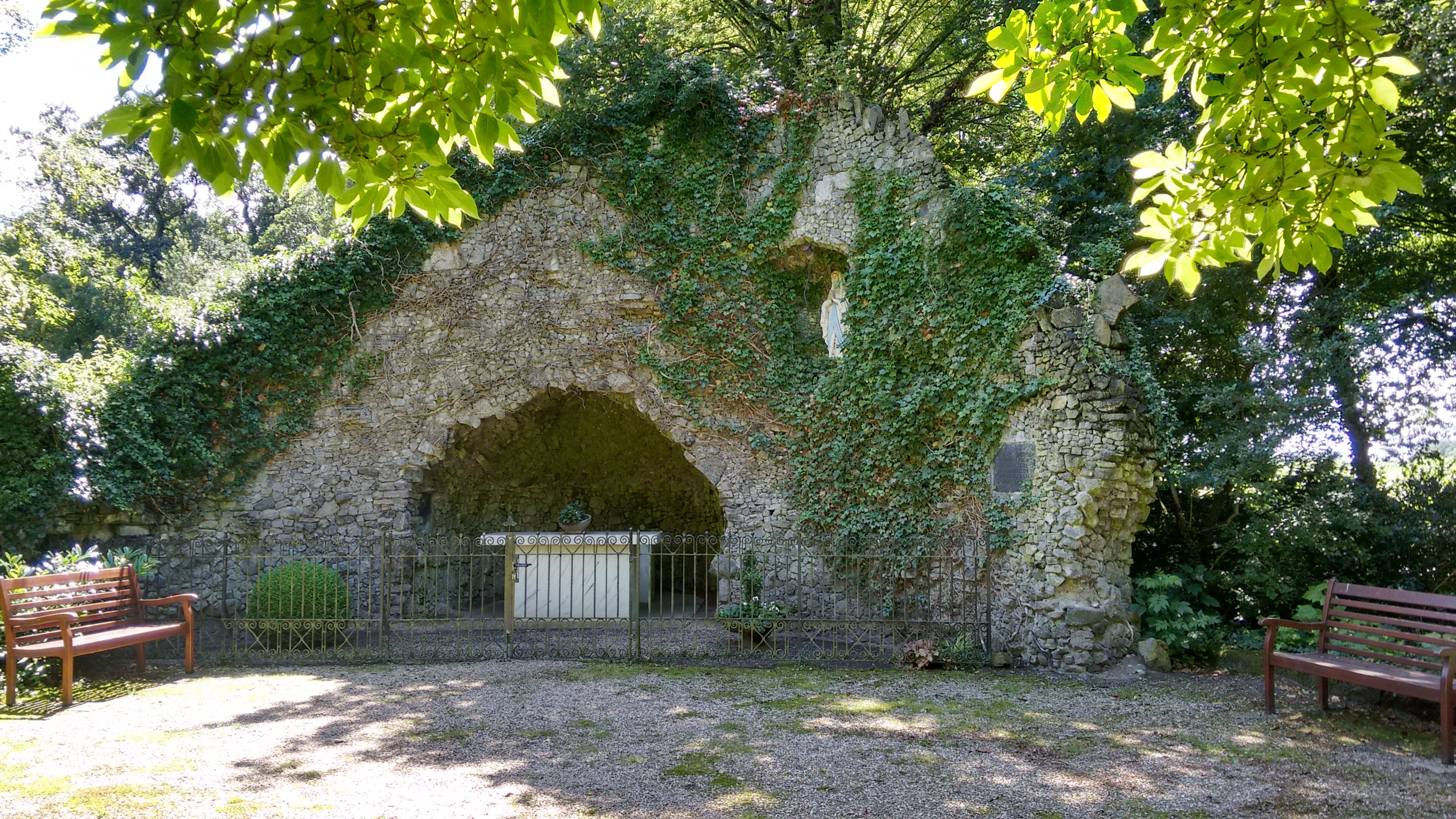
Lourdesgrotte auf dem alten Stiftgelände in Wietmarschen

- Lourdesgrotte auf dem Kreuzberg bei Ottbergen im Landkreis Hildesheim
- Lourdesgrotte in Wietmarschen im Landkreis Grafschaft Bentheim
- Lourdesgrotte in Visbek im Landkreis Vechta

#### Nordrhein-Westfalen

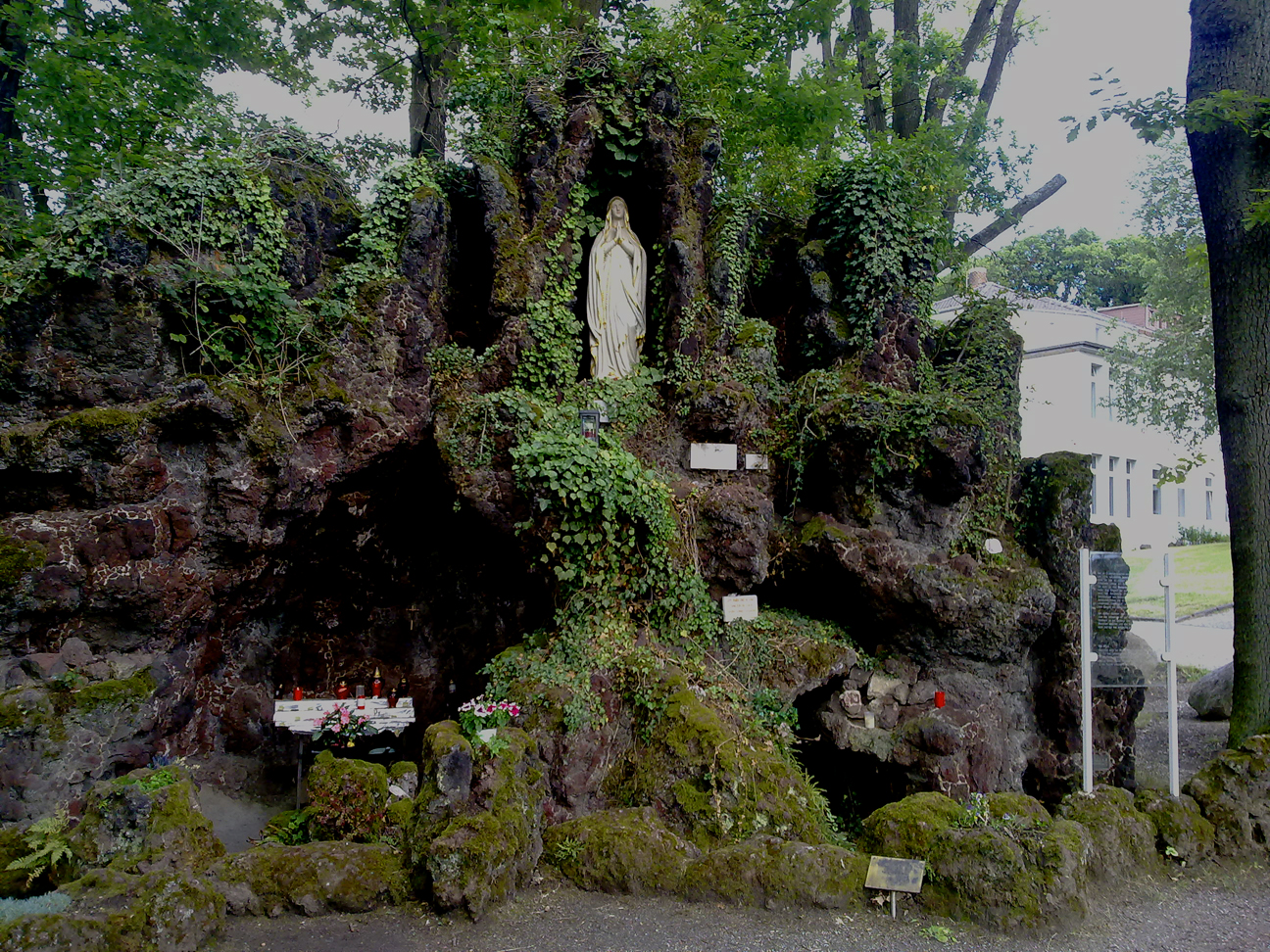
Die Lourdesgrotte des St. Marien-Hospitals in Bonn

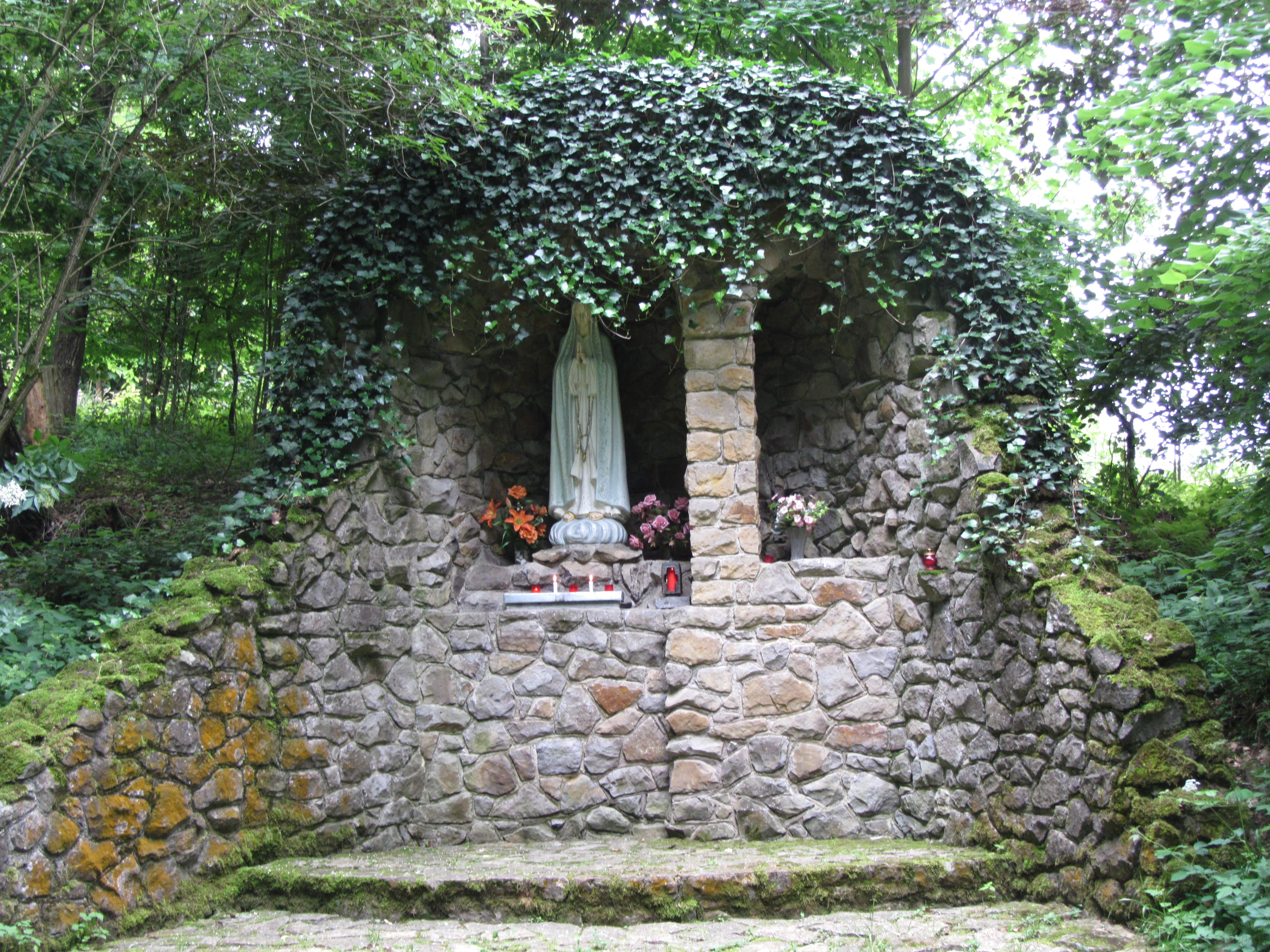
Lourdesgrotte in Dalhausen

- Lourdesgrotte beim Gymnasium St. Michael in Ahlen[1]
- Lourdesgrotte in Binsfeld im Kreis Düren
- Lourdesgrotte in Borgentreich im Kreis Höxter
- Lourdesgrotte vor dem St. Marien-Hospital Bonn
- Lourdesgrotte an der St.-Marien-Kirche in Bonn
- Lourdesgrotte in Borschemich im Kreis Heinsberg (2016 durch den Braunkohletagebau Garzweiler II zerstört)[9]
- Lourdesgrotte in Beverungen-Dalhausen im Kreis Höxter
- Lourdesgrotte in Erftstadt-Dirmerzheim an St. Remigius
- Lourdesgrotte in Everswinkel im Kreis Warendorf
- Lourdesgrotte in Freckenhorst (Kloster zum Heiligen Kreuz[1], heute Seniorenheim) im Kreis Warendorf
- Lourdesgrotte auf dem Annaberg in Haltern am See, Kreis Recklinghausen[10]
- Lourdesgrotte am Herz-Jesu-Kloster in Nettersheim im Kreis Euskirchen
- Lourdesgrotte in Niederkassel-Uckendorf
- Lourdesgrotte in Monschau-Rohren
- Lourdesgrotte in Bedburg-Kirdorf

#### Rheinland-Pfalz
- Lourdesgrotte in Ayl im Landkreis Trier-Saarburg
- Lourdesgrotte (Kapelle) in Elkenroth im Landkreis Altenkirchen (Westerwald)
- Lourdesgrotte in Herforst im Landkreis Bitburg-Prüm
- Lourdesgrotte in Maria Rosenberg bei Waldfischbach-Burgalben im Kreis Südwestpfalz
- Lourdesgrotte in Leitzweiler im Kreis Birkenfeld[11]
- Lourdesgrotte bei St. Mauritius in Koblenz
- Lourdesgrotte am Turm der Pfarrkirche St. Stephan in Bickenbach (Hunsrück)
- Lourdesgrotte am Kloster Maria Engelport im Flaumbachtal (Hunsrück) bei Treis-Karden
- Lourdesgrotte der Pfarrer-Kraus-Anlagen in Koblenz-Arenberg
- Lourdesgrotte in St. Martin im Kreis Südliche Weinstraße
- Lourdesgrotte in Waldrohrbach im Kreis Südliche Weinstraße
- Lourdesgrotte Abtei Marienstatt in Streithausen im Westerwaldkreis
- Mariengrotte in Euren in Trier
- Lourdesgrotte im Pfarrgarten in Trierweiler
- Lourdesgrotte am Kloster Marienthal im Landkreis Altenkirchen
- Lourdesgrotte in Hagenbach

#### Saarland

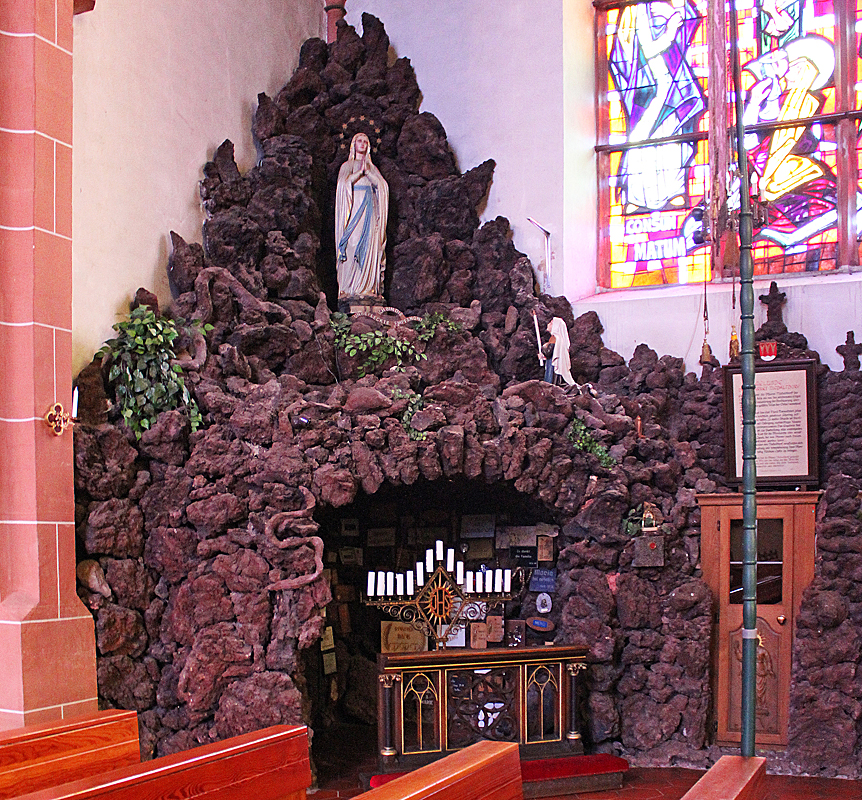
Niedaltdorf, Lourdesgrotte in der Kirche St. Rufus (1890)

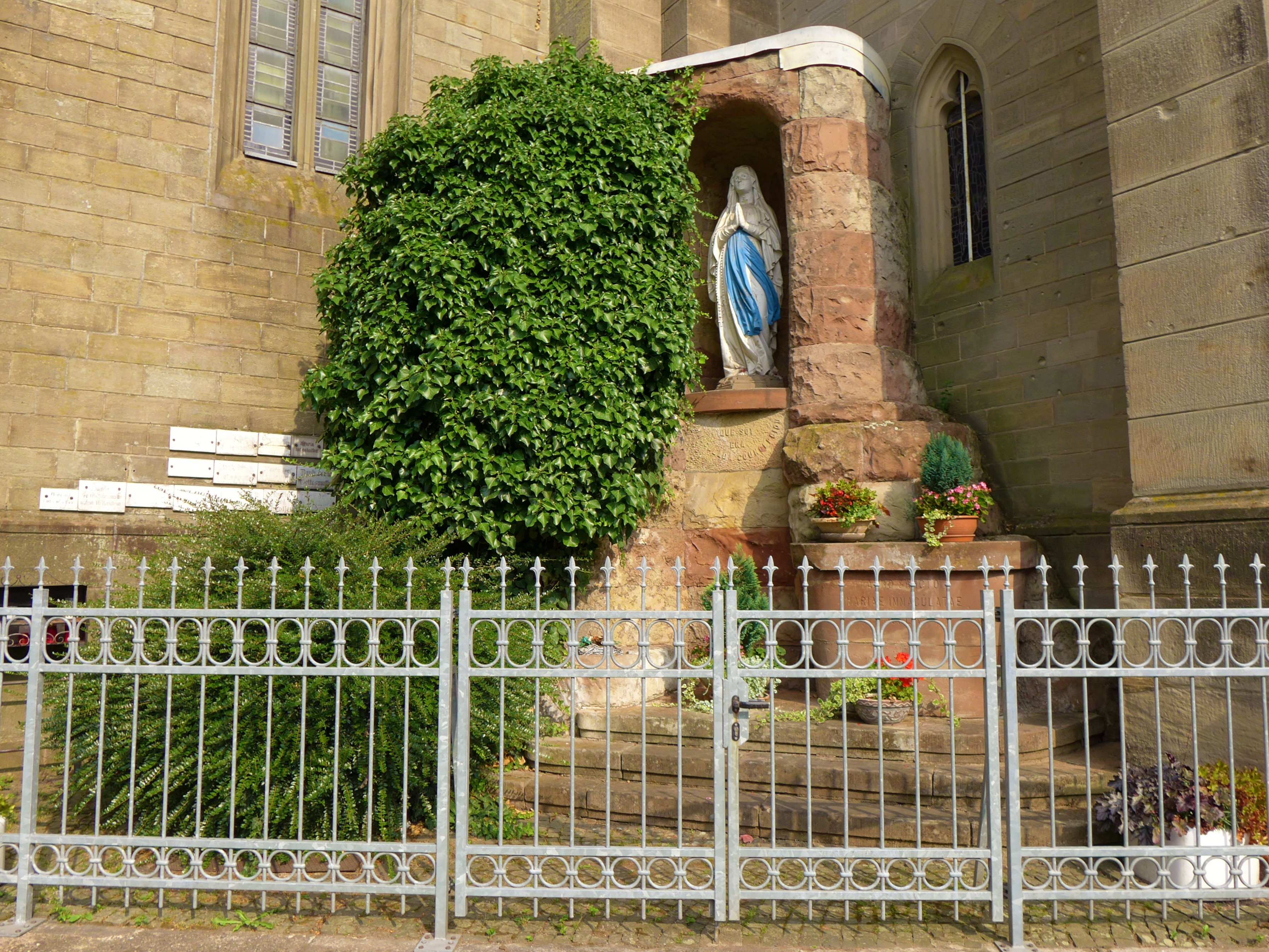
Wallerfangen, Lourdesgrotte an der Kirche St. Katharina (1954)

Im Saarland sind etwa 110 große Lourdes-Grotten bekannt. Zusammen mit dem benachbarten und historisch eng verflochtenen Nachbar-Département Moselle weist das Gebiet über 460 öffentliche Anlagen auf. Die früheste Lourdes-Kultstätte dürfte mit einer kleinen, in den Jahren 1884 bis 1886 errichteten Kirche im heutigen Wallerfanger Ortsteil Düren stehen. Im Jahr 1890 folgte im benachbarten Niedaltdorf eine erste größere Nachbildung der Grotte von Massabielle in der örtlichen Pfarrkirche St. Rufus. Die Errichtung von Lourdes-Grotten im Saarland zog sich durch die ganze erste Hälfte des 20. Jahrhunderts weiter und erreichte mit dem Marianischen Jahr 1953–1954 ihren Höhepunkt. Darüber hinaus entstanden, auch durch politisch motivierte Förderung der damaligen katholischen Landesregierung unter Ministerpräsident Johannes Hoffmann im Saarland anlässlich des Gedenkjahres die Mariensäulen in Bous, Wadern, Bildstock, Neunkirchen und St. Ingbert oder die große marianische Anlage des Marienparks Hasenberg in Ensdorf, der Bau des „Marienturmes“ der Pfarrkirche Hl. Dreifaltigkeit in Fraulautern, der marianische Stationsaltar im Ortszentrum von Beckingen, der Marienbrunnen auf dem Großen Markt in Saarlouis sowie der marianische Fensterzyklus in der neuerbauten Klosterkirche des Klosters Heiligenborn in Bous. Die größte Gesamtanlage stellt der in den Jahren 1954 bis 1960 parkartig angelegte Ensdorfer Hasenberg dar.
Beispiele saarländischer Lourdesgrotten:
- Lourdesgrotte an der Kirche St. Josef und St. Wendelin in Diefflen
- Lourdesgrotte in Dillingen/Saar am Saardom
- Lourdesgrotte innerhalb der großen Marianischen Anlage auf dem Hasenberg in Ensdorf (Saar)
- Lourdesgrotte in Losheim am See (1,4 km von der Dellborner Mühle)
- Lourdesgrotte an der Kirche St. Peter und Paul in Nalbach
- Lourdesgrotte in der Kirche St. Marien in Neunkirchen (Saar)
- Lourdesgrotte in Ommersheim[16]
- Lourdesgrotte in Primstal
- Lourdesgrotte an der Kirche St. Katharina in Wallerfangen

#### Sachsen
- Lourdesgrotte in Wechselburg im Landkreis Mittelsachsen

### Frankreich
- Lourdesgrotte von Wettolsheim im Elsass, zur Erinnerung an das 1911 abgebrannte Geburtshaus von François-Xavier Schoepfer, Bischof von Tarbes und Lourdes
- Lourdesgrotte der Kirche St. Verena, Enchenberg in Lothringen
- Lourdesgrotte von Bantanges, erstellt 1929[17]
- Lourdesgrotte bei Dompeter in Molsheim / Avolsheim im Elsass, 1946[18]

### Irland
- Lourdesgrotte bei Kylemore Abbey

### Italien
- Grotta di Lourdes in Chiampo
- Lourdesgrotte im Stift Neustift
- Lourdesgrotte in St. Ulrich in Gröden
- Lourdesgrotte der Kapuzinerkirche in Lana
- Grotta di Lourdes in Cannero Riviera
- Lourdesgrotte in San Giuseppe dei Vecchi, Neapel

### Kanada
National Shrines:
- Grotto of Our Lady of Lourdes, Flatrock, New Foundland and Labrador
- Grotto of Our Lady of Lourdes (St. Laurent Parish), St. Laurent, Manitoba
- Notre-Dame-de-Lourdes, Rigaud, Quebec
- Our Lady of Lourdes Grotto, St. Albert, Alberta
- Our Lady of Lourdes Shrine, Toronto, Ontario
- Shrine of Notre-Dame-de-Lourdes, Eleske, Alberta
- Shrine of Notre-Dame-de-Lourdes, St. Malo, Manitoba
- Shrine of Our Lady of Lourdes, Kronau, Saskatchewan

### Liechtenstein
- Lourdesgrotte Bendern

### Niederlande

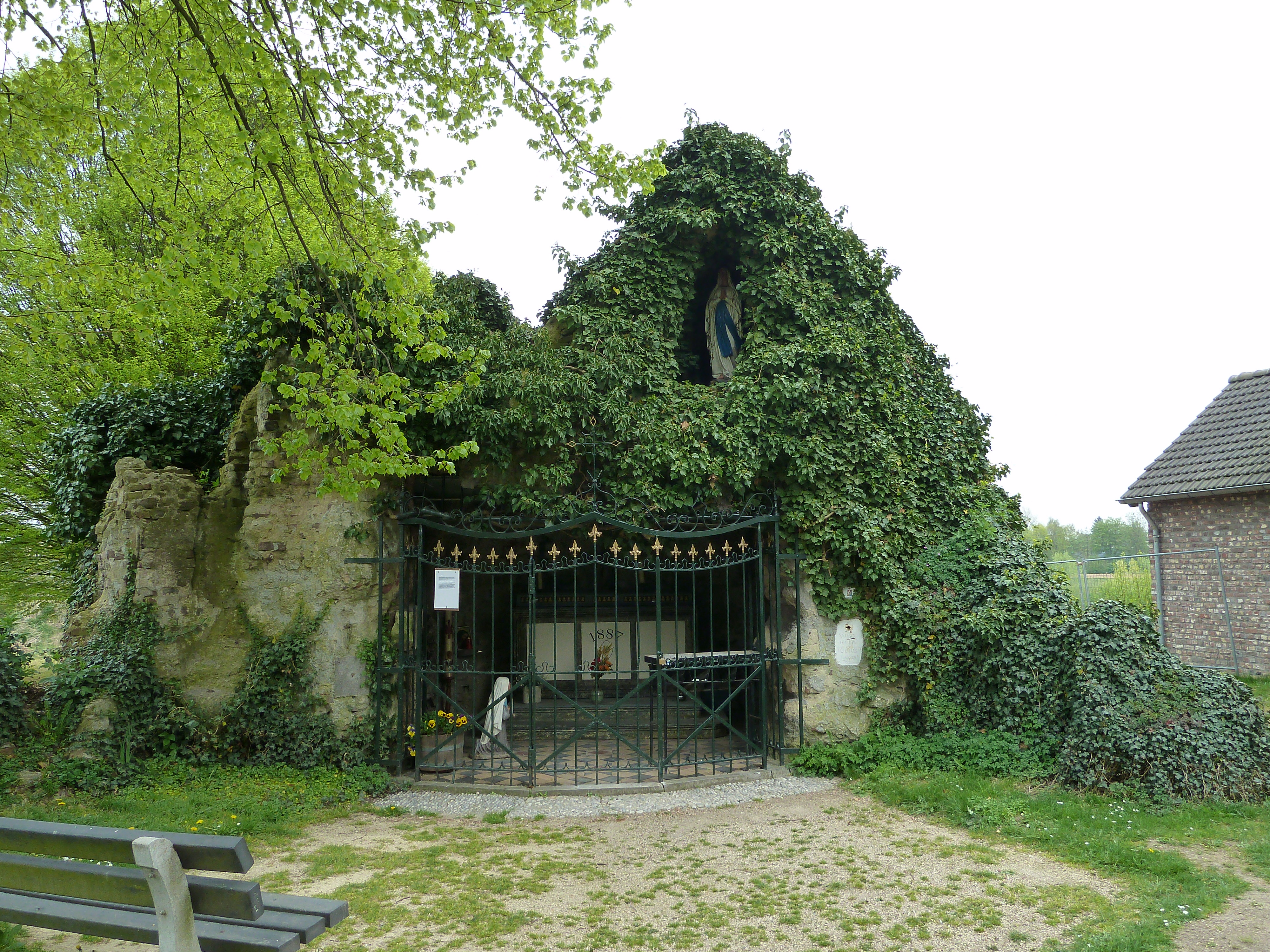
Lourdesgrotte in Brunssum

- Lourdesgrotte an der St.-Clemens-Kirche in Brunssum
- Lourdesgrotte Valkenburg

### Österreich
Niederösterreich:

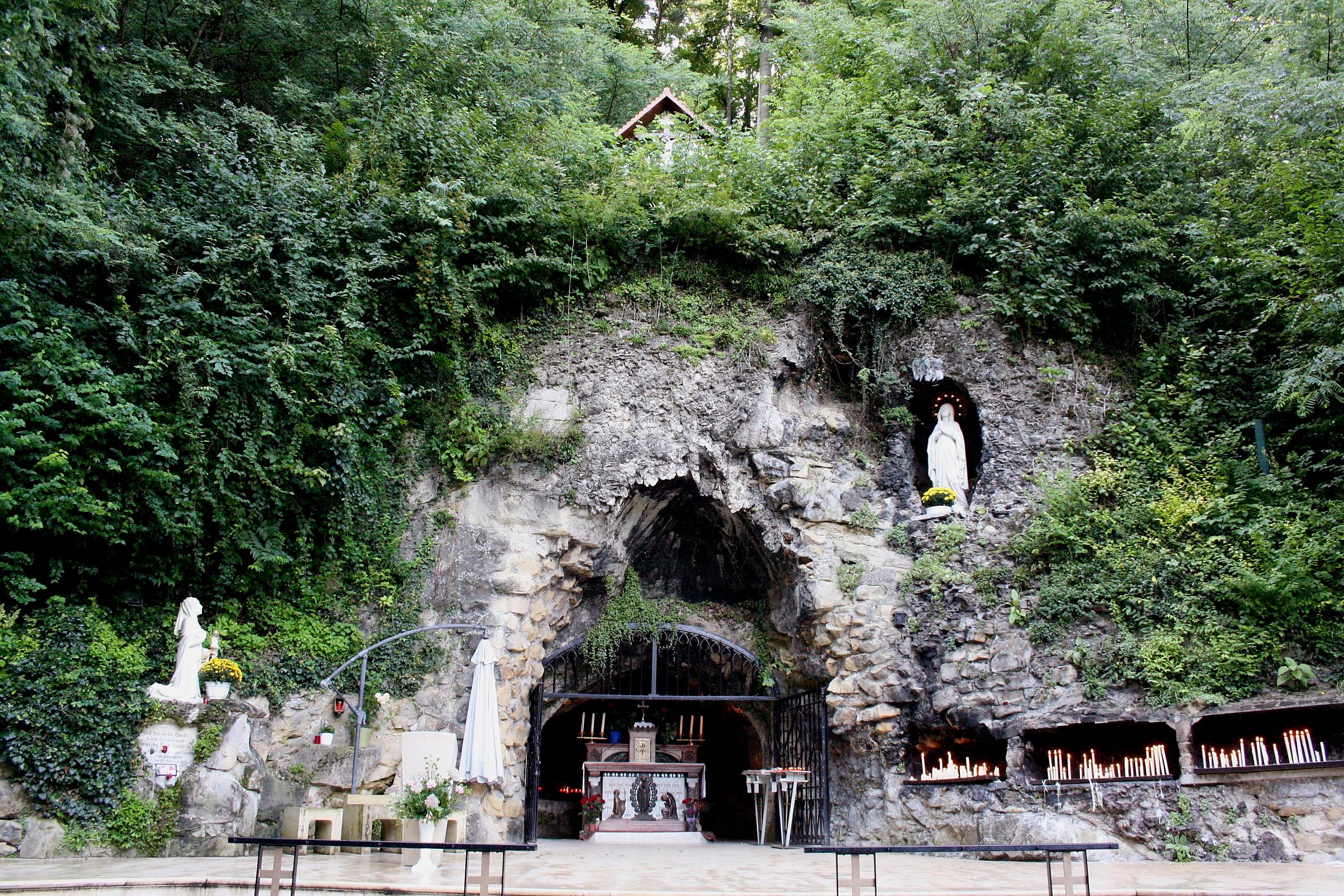
Lourdesgrotte im Wienerwald

- Lourdesgrotte Altruppersdorf, Niederösterreich
- Lourdesgrotte Bad Deutsch-Altenburg, Niederösterreich[20]
- Lourdesgrotte Bisamberg, Niederösterreich
- Lourdesgrotte Haslau-Maria Ellend, Niederösterreich
- Lourdesgrotte im Wienerwald bei Maria Gugging, Niederösterreich
- Lourdesgrotte in Heiligenkreuz, Niederösterreich
- Lourdesgrotte in Maria Schutz, Niederösterreich
- Pulkauer Bründl, Niederösterreich
- Lourdesgrotte Niederabsdorf, Niederösterreich

Wien:
- Lourdesgrotte in der Rochuskirche, Wien, 3. Bezirk
- Lourdesgrotte in der Erlöserkirche, Wien, 3. Bezirk (Rennweg 63)
- Lourdesgrotte in der Servitenkirche, Wien, 9. Bezirk

Steiermark:
- Lourdesgrotte im Garten des Lazaristenklosters (Graz), Steiermark
- Mariengrotte St. Ulrich (Graz), Steiermark
- Lourdesgrotte Maria Helfbrunn, Steiermark
- Lourdesgrotte Stiwoll, Steiermark

Kärnten:
- Lourdesgrotte Klagenfurt, Kärnten
- Lourdeskapelle Maria Luggau, Kärnten

Tirol:
- Lourdesgrotte Imst, Tirol[21]
- Lourdesgrotte Längenfeld, Tirol – Grotte über den Mühlen des Freilichtmuseums und mehrere Bildstöcke mit Minigrotte im Dorf
- Lourdesgrotte Weerberg, Tirol
- Lourdesgrotte im Franziskanerkloster Lienz, Osttirol

Vorarlberg:
- Petronillakapelle Feldkirch-Altenstadt, Vorarlberg
- Lourdesgrotte Bregenz, Vorarlberg – mit der ursprünglichen originalen 1. Statue unserer lieben Frau von Lourdes aus der Erscheinungsgrotte Massabielle

### Osttimor

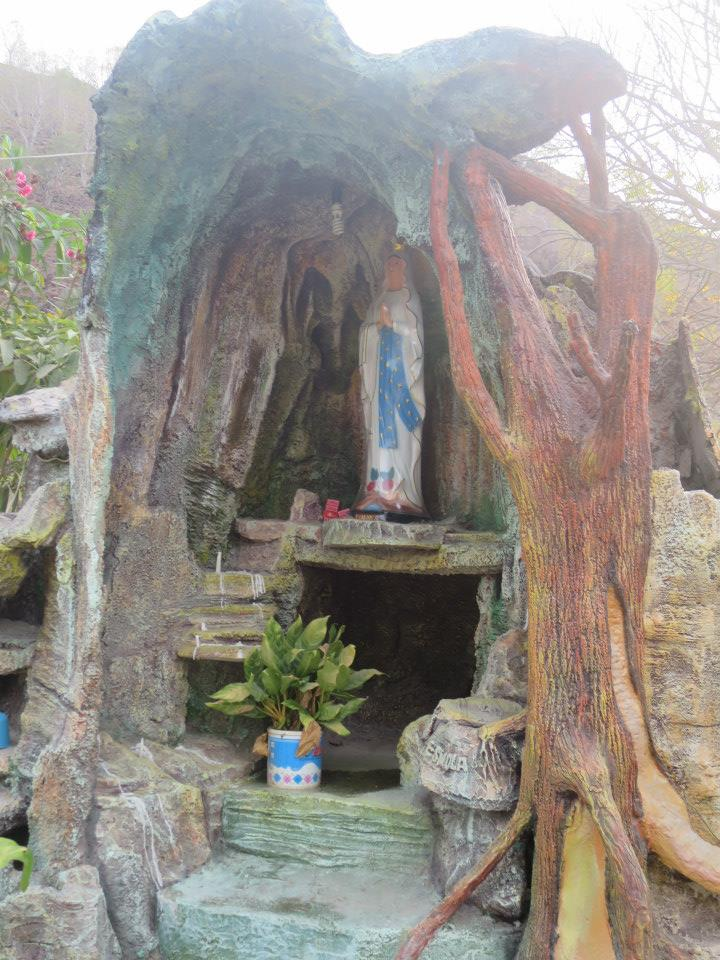
Lourdesgrotte in Biacou (Osttimor)

Mariengrotten (Gruta) sind im mehrheitlich römisch-katholischem Osttimor zahlreich und weit verbreitet, sowohl in natürlichen Höhlen, als auch in künstlich angelegten Grotten und Halbkuppeln.
- Gruta da Nossa Senhora de Bebonuk, Grotte mit kleinem Vorplatz
- Gruta de Na. Sra. de Lourdes de Comoro, künstliche Lourdesgrotte mit lebensgroße Marienstatue
- Fatumaca, Mariengrotte
- Gruta Morutau, Mariengrotte an einem alten animistischen Heiligtum

### Schweiz
- Lourdesgrotte Aarau Halden
- Mariengrotte am Sellbach, Amden[22]

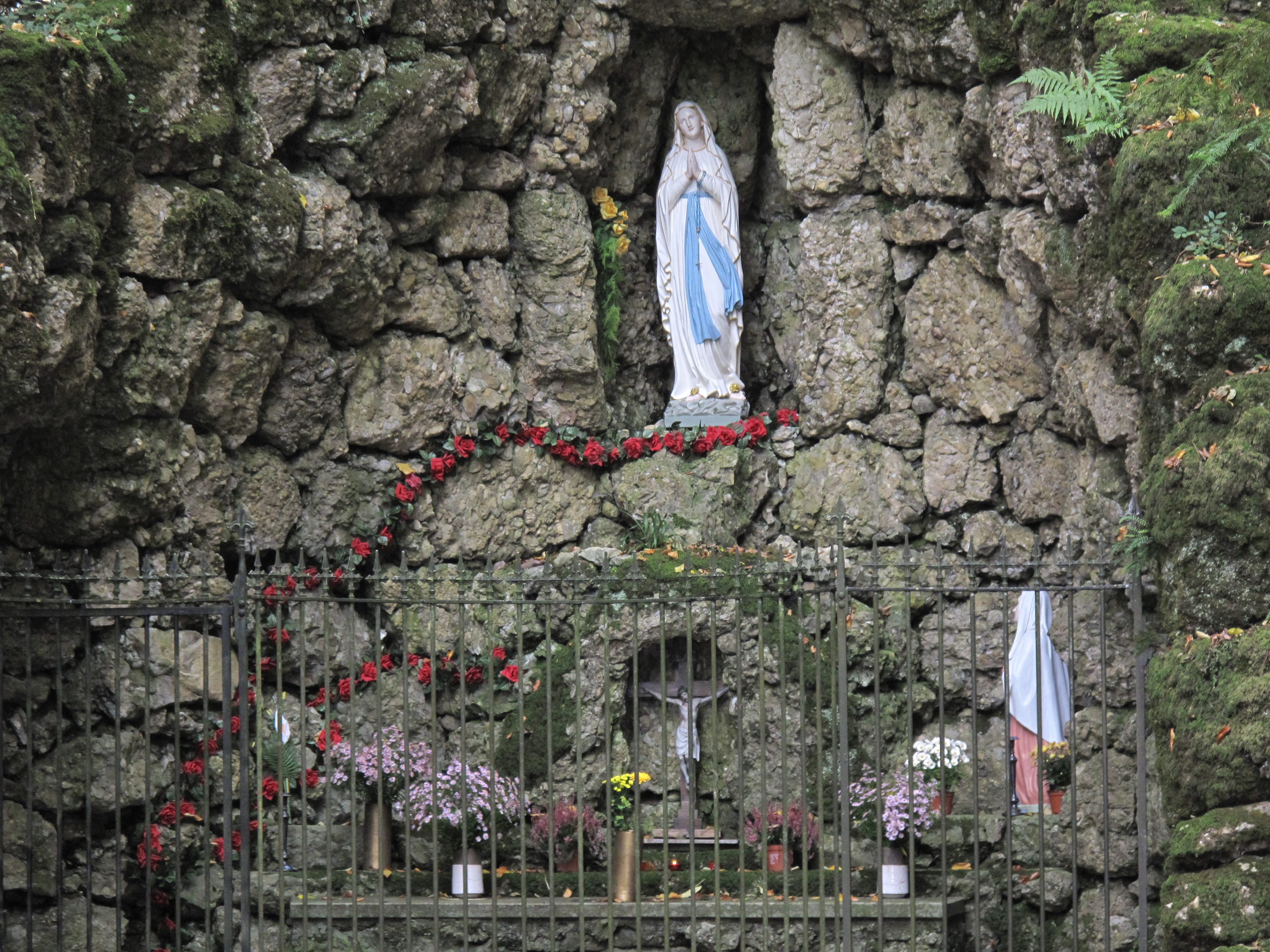
Lourdesgrotte Maria Bildstein in Benken (SG)

- Lourdesgrotte Maria Bildstein bei Benken SG
- Lourdesgrotte in Besenbüren
- Lourdesgrotte in Boswil
- Lourdesgrotte in Egerkingen
- Lourdesgrotte in Eiken[23]
- Lourdesgrotte Engelberg
- Lourdesgrotte in Hornussen
- Lourdesgrotte Laupersdorf
- Lourdesgrotte in Leuggern[24]
- Lourdesgrotte in Libingen
- Lourdesgrotte in Marbach
- Lourdesgrotte im Tellenwald von Morschach[25]
- Lourdeskapelle in Sachseln, mit Lourdesgrotte im Chorraum[26]
- Lourdesgrotte St. Iddaburg bei Gähwil
- Lourdesgrotte in Obbürgen, Gemeinde Stansstad, mit einem Kreuzweg im Wald
- Lourdesgrotte in Ueberstorf[27]
- Lourdesgrotte Wahlen bei Laufen
- Lourdesgrotte Wegenstetten
- Lourdesgrotte im Chor der angebauten Kapelle der Stadtpfarrkirche Maria Lourdes, Zürich-Seebach

Siehe auch die Auflistung von Lourdesgrotten auf sarganserland-walensee.ch.

### Spanien
- Lourdesgrotte an der Quelle Font de s’Ermita 350 Meter südöstlich der Ermita de Betlem in der Gemeinde Artà auf Mallorca
- Lourdesgrotte in Viveiro, Galicien

### Tschechien
- Modlivý důl (Betgraben), Gräfin-Kinský-Felsenkapelle Svojkov (Schwoika)

### Vatikanstaat
- Lourdes-Grotte in den Vatikanischen Gärten

### Vereinigtes Königreich
- Carfin Lourdes Grotto bei Motherwell in Schottland

### Aruba
- Lourdes Grotto bei Seroe Preto, San Nicolas